# 4 월드 트레이드 센터 (1975년~2001년)
4 월드 트레이드 센터(4 World Trade Center)는 미국 뉴욕주 뉴욕 시 맨해튼 구에 있던 세계 무역 센터의 부속 건물이다. 세계 무역 센터의 4번째 건물이었으며, 약칭으로 4WTC이라는 별칭이 있었다, 지상 9층, 36m짜리 업무용 저층 빌딩으로 건설되었다.
2001년 9월 11일 9.11테러로 2WTC가 붕괴되면서, 그 잔해서 4WTC를 덮치면서 완파되었다.

## 건물의 구성
| 층수 | 입주 업체                                               |
| ---- | ------------------------------------------------------- |
| 9    | 뉴욕 무역위원회                                         |
| 8    | 뉴욕 무역위원회                                         |
| 7    | 뉴욕 무역위원회, 젤데르만 주식회사 중국 해외 금융 공사. |
| 6    | 도이체방크                                              |
| 5    | 도이체방크, 녹색 커피 협회                              |
| 4    | 도이체방크                                              |
| 3    |                                                         |
| 2    | —                                                       |
| L    | 토니 멜리의 레스토랑 & 바                               |
| C    | 세계 무역 센터 몰                                       |

## 역사

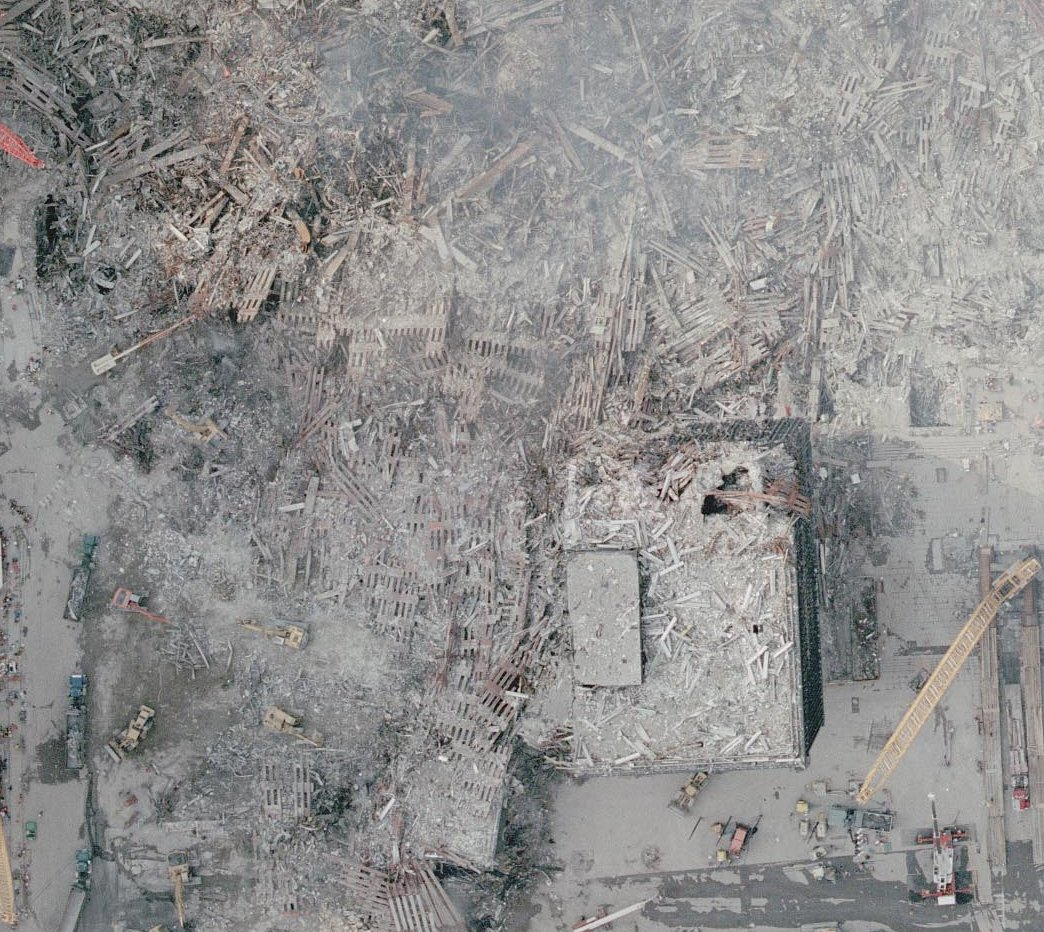
파괴된 이후 4 월드 트레이드 센터의 항공 사진

초기 1966년 뉴욕에 사무공간을 대량 공급하기 위해 계획되었다. 1966년 뉴욕 항만청은 기존에 있던 건물들을 철거하면서, 1975년 착공하였다. 착공 2년 만인 1977년 완공 및 개장했다. 이후 1993년 2월 26일 폭탄 테러가 발생하여 1994년까지 폐장하였으며 1994년 재개장하였다. 2001년 9월 11일 9시 2 월드 트레이드 센터 건물이 붕괴되면서 그 잔해가 덮치면서 완파되었다.

## 현재
4 월드 트레이드 센터가 있던 자리에는 현재 'South Pool'이라고 하는 연못과 포 월드 트레이드 센터가 있다. 현재의 4WTC는 그린위치 가에 지상 72층, 298m의 오피스 마천루로 재건되었다.
1. 1 2 3 4 5 6 7 8 9 10  Tenant list on cnn.com